# Daniel Mărgărit
Daniel Mărgărit (sinh ngày 30 tháng 8 năm 1996) là một cầu thủ bóng đá người România thi đấu ở vị trí tiền đạo cho Național Sebiș.